# Calea ferată Oradea–Cluj
Calea ferată Oradea–Cluj-Napoca este o cale ferată principală în România, dată în funcțiune în anul 1870. Ea traversează regiunea Crișana (aflată la vest de Transilvania) prin Munții Apuseni, de-a lungul râurilor Crișul Repede și Nadăș, legând Gara Oradea de Cluj. În prezent face parte din magistrala CFR 300.

## Istoric
La momentul construirii căii ferate, regiunea Transilvania aparținea de Imperiul Austro-Ungar. Această provincie care se afla în estul țării a fost legată relativ târziu de celelalte căi ferate din imperiu. Acest lucru s-a datorat condițiilor dificile de teren, dar și litigiilor de pe traseul care lega orașele din Transilvania. În cele din urmă, la începutul anilor 1860 a început, aproape simultan, construirea a două linii care să ajungă în Transilvania: de la Arad spre Alba Iulia, concesionată de "Erste Siebenbürgische Eisenbahn" (în română Prima cale ferată din Transilvania) și de la Oradea la Cluj, concesionată de "Ungarische Ostbahn" (în română Calea Ferată Maghiară de Est). A doua companie, condusă de antreprenorul englez Charles Waring, a început să lucreze destul de repede.
Calea Ferată Maghiară de Est a construit simultan mai multe linii de cale ferată în Transilvania și a beneficiat de mai multe ori de sprijin financiar din partea guvernului ungar. Prima linie proiectată a fost calea ferată de la Oradea la Cluj, care a fost pusă în funcțiune la 7 septembrie 1870.
Începând din 1876 compania a fost naționalizată, iar calea ferată Oradea–Cluj a fost preluată de către compania feroviară maghiară de stat MÁV. La sfârșitul primului război mondial Transilvania a devenit parte componentă a României, iar căile ferate din Transilvania au fost preluate de compania feroviară română de stat CFR.
În urma Dictatului de la Viena (1940), teritoriul Transilvaniei a fost împărțit între România și Ungaria. Din cauza faptului că vreo câțiva kilometri de cale ferată se aflau la sud de linia de demarcație, granița a fost astfel trasată, încât traseul să fie amplasat în întregime pe teritoriul Ungariei. În 1947 Transilvania de Nord a revenit României, în urma Tratatului de la Paris.

## Situația actuală
Calea ferată Oradea–Cluj este electrificată între Cluj și Baciu Triaj. Locomotivele trenurilor de călători se schimbă în cel puțin 12 minute în Gara Cluj. Stâlpii de electrificare sunt amplasați pe ambele părți ale liniei duble între Baciu Triaj și Mera, însă nedați în folosință. Pe anumite tronsoane are linie dublă (Oradea–Oșorhei, Telechiu–Aleșd și Poieni–Huedin-Cluj), pe celelalte fiind linie simplă. Semnalizarea este de tip bloc de linie automat între Oradea-Aleșd-Ciucea, în rest semnalizare mecanică neiluminată noaptea.
Acest segment important al căilor ferate din România este în prezent închis, pentru lucrări de dublare și electrificare.
În decembrie 2008 proiectul de dublare și de electrificare a întregului tronson Cluj-Oradea a fost trecut în programul de guvernare al noului guvernului Boc, însă nu a fost pus în practică.
În anul 2021 proiectul de electrificare a acestei căi ferate a fost inclus în PNRR. Începând cu intrarea în vigoare a noului mers al trenurilor din 10 decembrie 2023 linia va fi închisă succesiv, pentru electrificarea ei, modernizarea stațiilor de pe traseu și dublarea liniei în stația Lacu Crișului HM, în stația Butani HM și pe tronsonul Telechiu—Oșorhei. Astfel lungimea căii ferate duble va fi de 109,65 km, iar viteza cu care se vor deplasa trenurile va fi de 160 km/oră. Finalizarea lucrării este planificată pentru anul 2026.

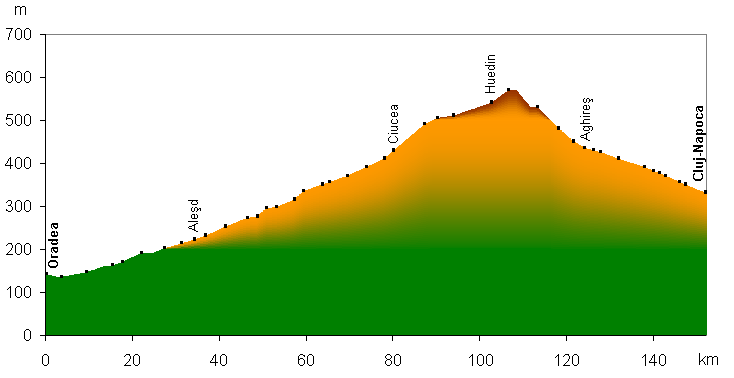
Profilul la înălțime al căii ferate

## Fotogalerie

Tren circulând prin Defileul Crișului, în apropierea localității Șuncuiuș
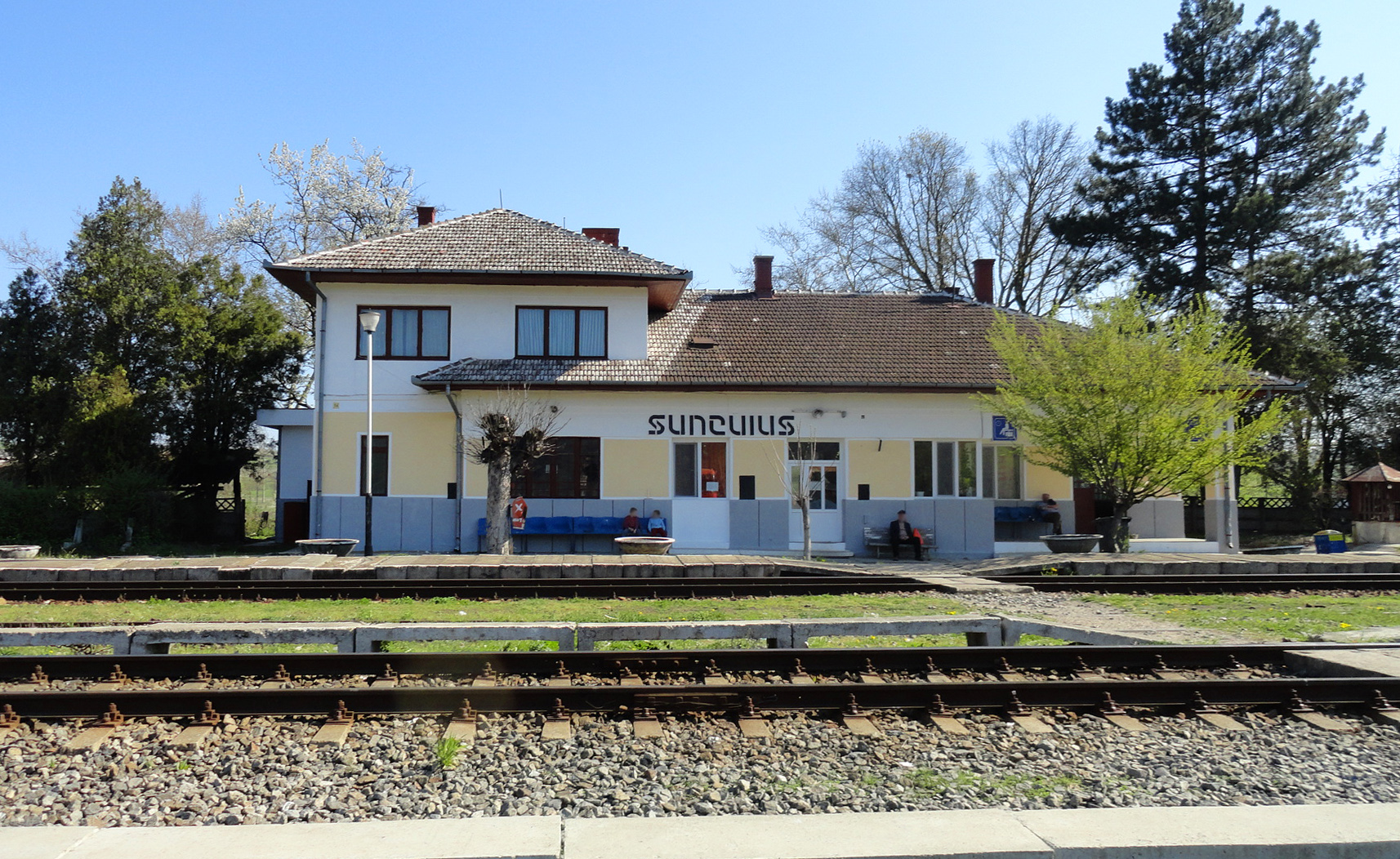
Gara Șuncuiuș